# مطار فروتسواف
مطار فروتسواف (بالبولندية: Port Lotniczy Wrocław im. Mikołaja Kopernika، Port lotniczy Wrocław-Strachowice)‏(إياتا: WRO، إيكاو: EPWR) مطار دولي يخدم مدينة فروتسواف في بولندا.

## شركات الطيران والوجهات
| شركـات طيـران                   | الوجهات |
| ------------------------------- | --- |
| Buzz                            | موسمي عارض: Heraklion، مطار تيرانا الدولي |
| Enter Air                       | عارض: مطار أنطاليا، مطار الغردقة الدولي موسمي عارض: مطار النفيضة الحمامات الدولي، Fuerteventura، مطار تيرانا الدولي |
| European Air عارض               | موسمي عارض: Burgas |
| يورو وينجز                      | موسمي: مطار دوسلدورف الدولي |
| الخطوط الجوية الملكية الهولندية | مطار سخيبول أمستردام |
| خطوط لوت الجوية البولندية       | مطار وارسو فريدريك شوبان |
| لوفتهانزا                       | مطار فرانكفورت، مطار ميونخ الدولي |
| رايان إير                       | مطار أليكانتي، مطار بوفيه - تيه، مطار أوريو أل سيريو، Billund، مطار بولونيا، Bournemouth، مطار بريستول، مطار دبلن الدولي، East Midlands ‏، مطار إدنبرة، مطار غدانسك ليخ فاونسا، Leeds/Bradford، مطار ليفربول، مطار لندن ستانستد، مطار مالقة الدولي، مطار مالطا الدولي، مطار مانشستر، مطار نابولي، مطار نيوكاسل، مطار باليرمو الدولي، Paphos، مطار بورتو الدولي، مطار روما شيامبينو، Sandefjord، Shannon، مطار صوفيا، مطار ستوكهولم أرلاندا، مطار تريفيزو، مطار تورينو، مطار بلنسية (تبدأ في 29 أكتوبر 2023) موسمي: مطار أثينا الدولي، Brindisi، Chania، مطار بروكسل شارلروا الجنوب، Corfu، مطار جرندة كوستا برافا، مطار غلاسكو الدولي، Olsztyn-Mazury، مطار ميورقة، مطار بيزا الدولي، مطار بودغوريتسا الدولي، مطار زادار |
| Sky Express ‏                    | موسمي عارض: Thessaloniki |
| الخطوط الجوية الدولية السويسرية | مطار زيورخ الدولي |
| ويز للطيران                     | مطار برشلونة الدولي، مطار برمينغهام، مطار دورتموند، مطار آيندهوفن، Kutaisi، مطار لارنكا الدولي، Leeds/Bradford، مطار لندن لوتن، مطار مالقة الدولي (تبدأ في 31 أكتوبر 2023)، مطار كيفلافيك الدولي، مطار بلنسية (تبدأ في 30 أكتوبر 2023) موسمي: Bari، Burgas، مطار دوبروفنيك، Rhodes، مطار سبليت، مطار تيرانا الدولي |

## الإحصائيات

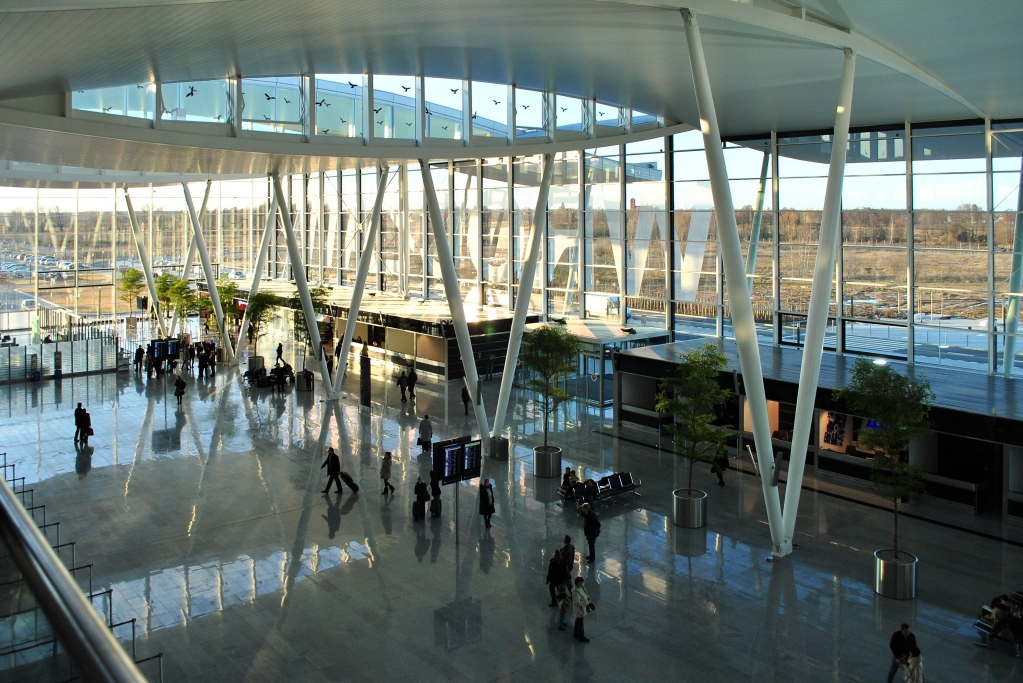
الصالة الرئيسية

شاهد source Wikidata query and sources.
فيما يلى الأرقام السنوية الرسمية للمطار.
| السنة | الركاب    | البضائع,(طن) | العمليات |
| ----- | --------- | ------------ | -------- |
| 1998  | 174,202   | 871          | 9,558    |
| 1999  | 191,502   | 628          | 10,333   |
| 2000  | 210,873   | 2,548        | 11,858   |
| 2001  | 237,705   | 1,172        | 7,430    |
| 2002  | 236,151   | 1,571        | 6,594    |
| 2003  | 284,334   | 1,183        | 12,384   |
| 2004  | 355,431   | 823          | 18,509   |
| 2005  | 454,047   | 1,378        | 20,556   |
| 2006  | 857,931   | 1,510        | 25,002   |
| 2007  | 1,270,825 | 1,458        | 26,948   |
| 2008  | 1,486,442 | 1,462        | 32,000   |
| 2009  | 1,365,456 | 1,031        | 25,472   |
| 2010  | 1,654,439 | 946          | 23,627   |
| 2011  | 1,657,472 | 957          | 25,339   |
| 2012  | 1,996,552 | 928          | 27,960   |
| 2013  | 1,920,179 | 910          | 24,958   |
| 2014  | 2,085,638 | 463          | 24,970   |
| 2015  | 2,320,000 | 391          | 24,510   |
| 2016  | 2,419,561 | 2,549        | 25,486   |
| 2017  | 2,855,071 | 1,025        | 27,737   |
| 2018  | 3,347,553 | 10,425       | 32,462   |
| 2019  | 3,548,089 | 11,061       | 32,967   |
| 2020  | 1,007,323 | 8,809        | 15,512   |
| 2021  | 1,418,836 | 11,211       | 18,812   |
| 2022  | 2,878,054 | 11,125       | 27,825   |